# 48. (makedonska) divizija (NOVJ)
48. (makedonska) divizija je bila partizanska divizija, ki je delovala v sklopu NOV in POJ v Jugoslaviji med drugo svetovno vojno.
Ustanovljena je bila 28. septembra 1944.

## Sestava
september 1944
- 1. makedonska brigada
- 6. makedonska brigada
- 15. makedonska brigada
- 4. albanska brigada